# Саванета
Саванета (нидерл. Savaneta) — пятый по размеру город на юго-востоке Арубы, первый административный центр Арубы. Является самым старым поселением на острове, именно в Саванете поселились первые голландцы после восстановления контроля над Арубой в 1816 году. В Саванете находится самый старый дом (cas de torto) Арубы, построенный из глины в начале XIX века.

## История
Во время владения Арубой Нидерландами долгое время остров населяли только индейцы, которые присматривали за скотом и рубили деревья для продажи. Они могли жить относительно свободно, так как Голландская Вест-Индийская Компания (ВИК) запретила строить поселения неиндейскому населению. Исключение было сделано для солдат ВИК и их прислуги, которые имели небольшое поселение в Саванете с 1816 года, когда Нидерланды вернули контроль над островом (поселение стало известно как Саванета в 1840 году). Отсюда же остров управлялся командиром Арубы.
До 1850-х годов основным промыслом помимо рыбной ловли было выращивание кошенилей — маленьких насекомых, живущих в кактусах, которые используются для приготовления карминовой краски.

## Достопримечательности
Визитной карточкой Саванеты является самый старый дом (кунуку) Арубы. Также имеется небольшой пляж Корал Риф Бич. В Зееровере находится станция для взвешивания рыбацкого улова, а также рыбацкий бар. Достаточно известным является ресторан «Flying Fishbone», расположенный на берегу моря. Имеется множество других заведений общественного питания («Effe Anders», «La Granja», «Nelo’s Snack & Restaurant» и другие), которые предлагают местную, европейскую и суринамскую пищу.

## Спорт
В городе расположена база клуба Ла-Фама, который принимает участие в чемпионате Арубы по футболу.